# Amazing Nurse Nanako
Amazing Nurse Nanako (яп. 菜々子解体診書 — OVA-серіал, створений в 1999-2000 роках компанією Radix під керівництвом режисера Хіросі Неґісі.

## Сюжет
Історія оповідає про пригоди дівчини на ім'я Нанако. Нанако — покоївка та медсестра в госпіталі-лабораторії молодого лікаря Оґамі на американській секретній військовій базі. Вона настільки наївна, незграбна і постійно потрапляє в різні негаразди з биттям посуду, поломкою меблів та медичного інвентарю, що стає незрозуміло: як ця 16-річна дівчина досі не позбулася роботи? Невже тільки завдяки красивому тілу? Але відповідь на це питання знає тільки доктор Оґамі …

## Перелік персонажів
Нанако — молода медсестра, яка допомагає лікареві Оґамі.
Оґамі — лікар та науковець, незважаючи на кпини над Нанако, кілька разів рятує їй життя.
Алан Мідзукі — колишній однокурсник та друг Оґамі, тепер його ворог.

## Перелік серій
1. The First Spiral
2. Memories of You
3. The Psycho Patient
4. Fire-Crackers
5. The Last Spiral, Part 1
6. The Last Spiral, Part 2

## Сприйняття
Майк Крандол, у рецензії на Anime News Network, поставив загальну оцінку аніме D+.